# Дом Н. А. Тунёва
Дом управляющего Н. А. Тунёва — памятник историко-архитектурного наследия в посёлке Билимбае городского округа Первоуральск Свердловской области. Дом ранее принадлежал управляющему Билимбаевского завода Николаю Александровичу Тунёву.

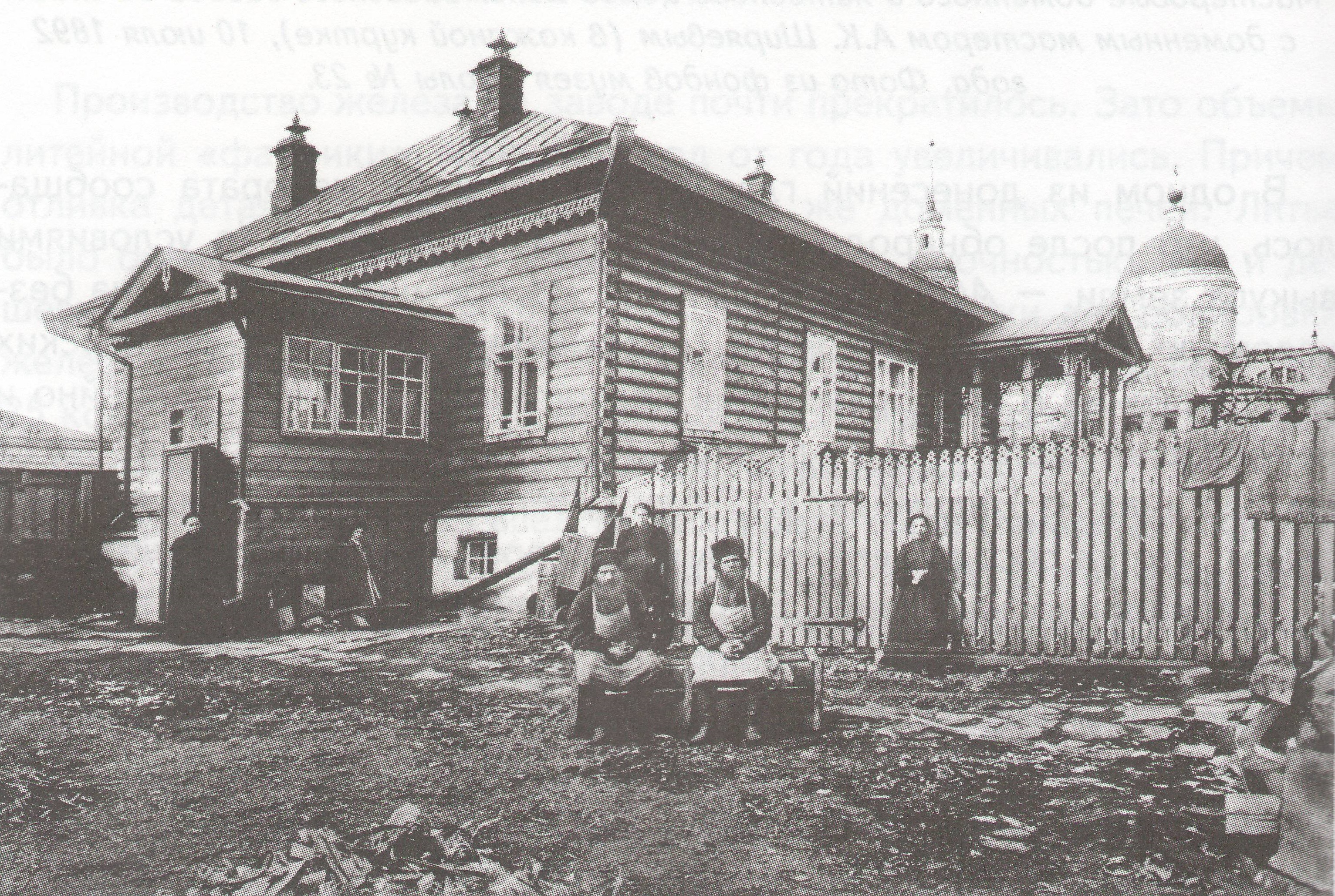
Дом управляющего Н.А.Тунёва, 1890-е годы

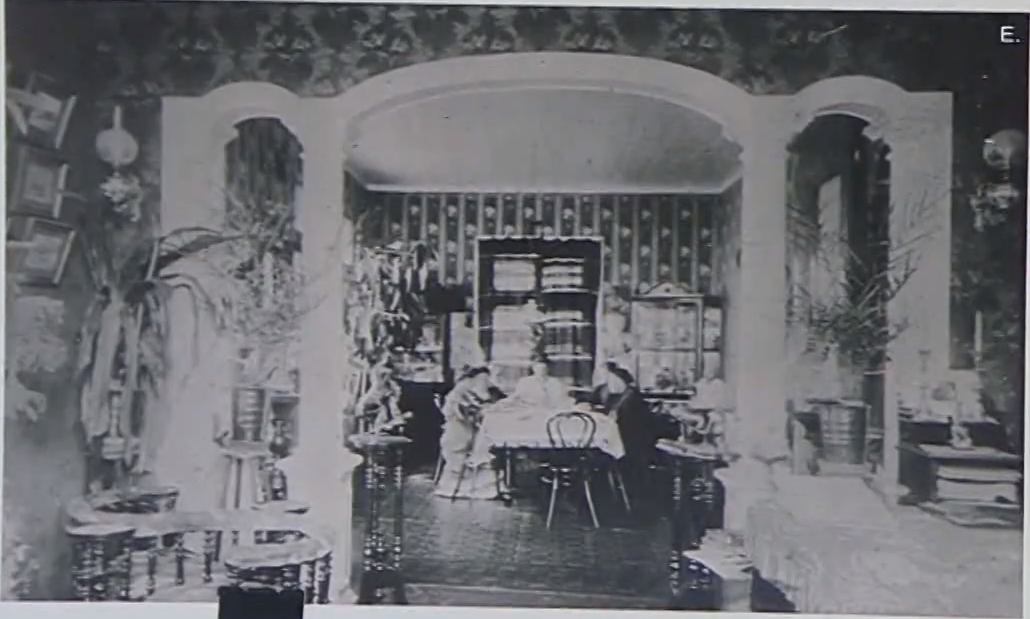
Убранство дома управляющего Н.А. Тунёва, 1890-е годы

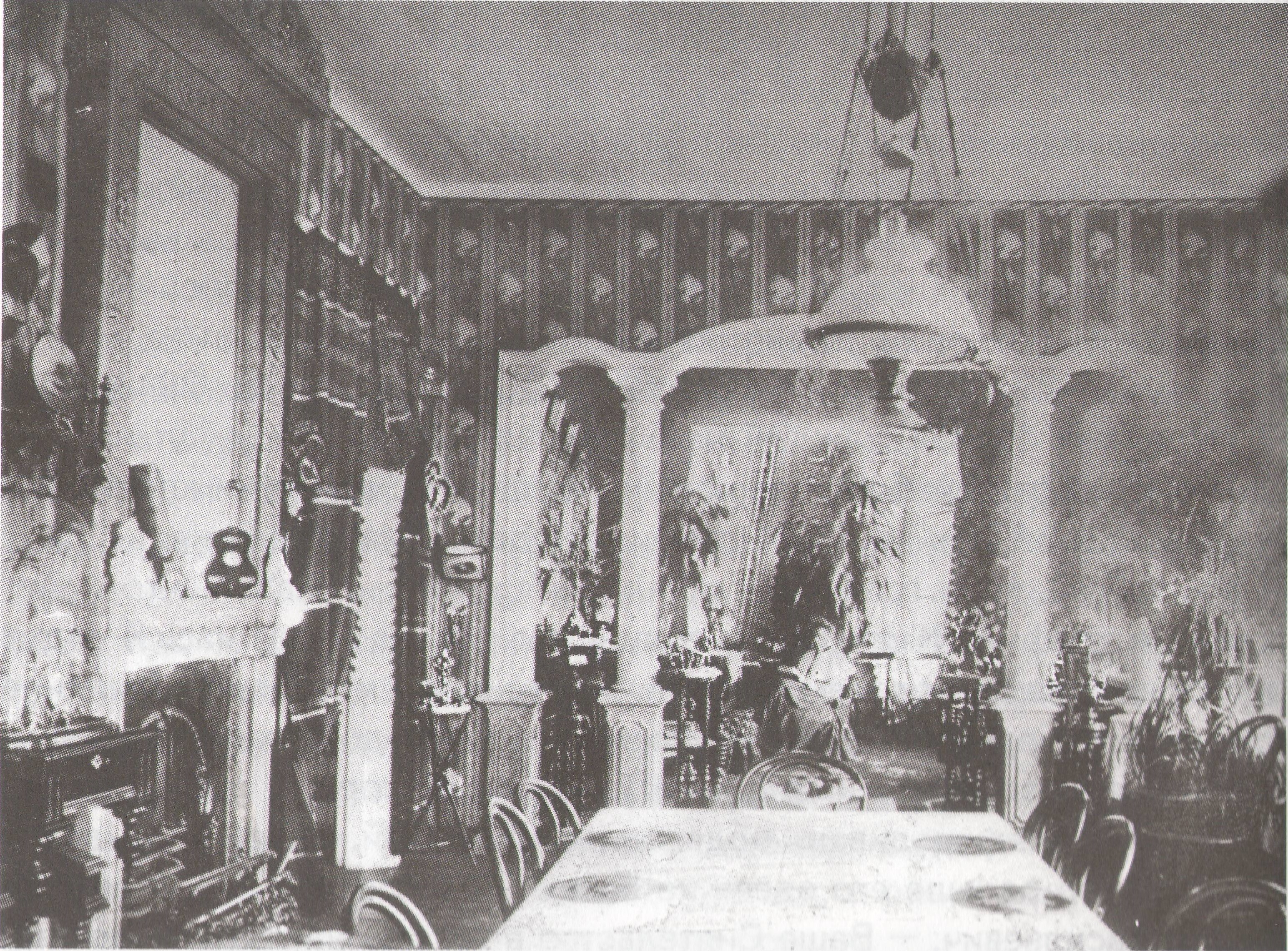
Убранство дома управляющего Н.А. Тунёва, 1890-е годы

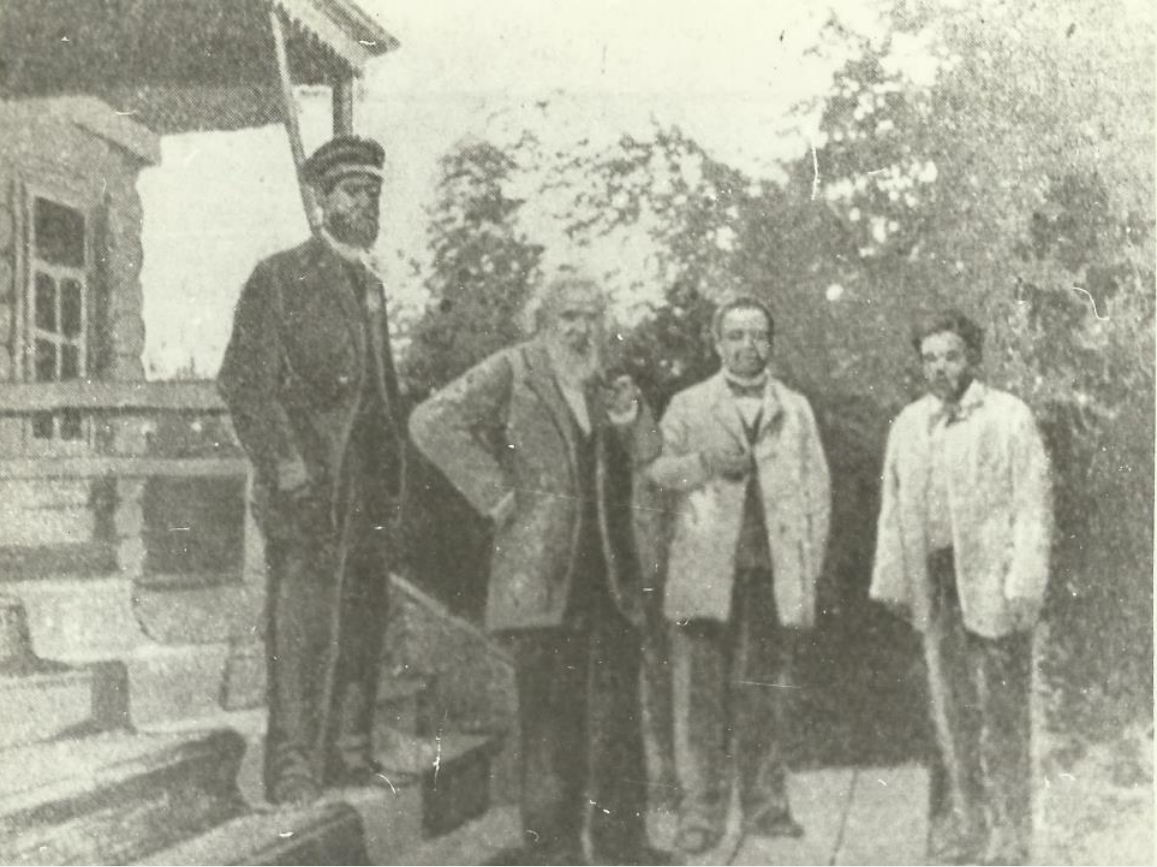
Н.А.Тунёв, Д.И. Менделеев, крайний справа Гилёв Ф.В. на крыльце дома управляющего Н.А. Тунёва, 11 июля 1899 года

## География
Памятник располагается в Билимбае  по адресу улица Орджоникидзе, дом 1, на пересечении улиц Орджоникидзе (ранее Церковная улица) и Бахчиванджи, напротив Троицкой церкви, ориентирован на улицу Орджоникидзе, со стороны которой ранее располагался парадный вход.

## История
Николай Александрович родился 19 октября 1847 года (крещён 23 октября 1847 года), место рождения: Добрянский завод, в семье вольно-отпущенного приказчика Александра Ивановича Тунева и Анны Павловны Туневой. Учился в Императорском Московском техническом училище (ИМТУ) в 1871-1879 годах, где был удостоен звания «инженер-технолог». Учился вместе с братьями Михаилом Александровичем, который закончил ИМТУ в 1868 году как «учёный мастер» и был определён заведующим кричным и пудлингово-сварочным производством на Очёрский завод графини Строгановой, и Павлом Александровичем, который учился ИМТУ в 1868—1871 годах и был удостоен звания «механик-строитель». Николай Александрович после учёбы был отправлен на Билимбаевский завод графини Строгановой, где затем стал управляющим завода.
8 ноября 1892 года Николай Александрович женился на Глафире Михайловне Береновой (1870—?), которая организовала первый любительский театр в Билимбае на 150 мест в трёхэтажном заводском здании. Сама играла на сцене и привлекала к участию в самодеятельности других.
В 1899 году Дмитрий Иванович Менделеев называл «просвещеннейшим, вдумчивым, и опытным» управляющего Билимбаевским округом Николая Александровича.
В 1905 году Николай Александрович вышел на пенсию, покинув пост управляющего завода. В октябре 1919 года его ещё посещал основатель губернского архива (ГАСО) Н.Г. Стрижев с целью собрания информации об истории посёлка Билимбай. В 1925 году Николай Александрович скончался и был похоронен на старом билимбаевском кладбище.

## Дом управляющего завода
Дом был построен в XIX веке и принадлежал управляющему Билимбаевским чугунолитейным и железоделательным заводом Николаю Александровичу Тунёву. В то время дом находился в середине парка, который шёл до берега пруда и справа упирался в плотину, за которой внизу и находился завод.
В июле 1899 года во время экспедиции на Урал в доме у Тунёва на обеде был Д. И. Менделеев. На фотографии запечатлены Менделеев и Тунёв на фоне этого дома.
До 2017 года в доме было расположено отделение «Почты России».
В феврале 2017 года вынесено решение об отнесении Дома управляющего Н. А. Тунёва к памятникам историко-архитектурного наследия регионального значения как «уникальный для Российской Федерации комплекс, соединяющий в себе слияние историко-архитектурного и военно-исторического наследия, формирующий единый культурно-исторический музейный кластер федерального значения». А приказом Управления государственной охраны объектов культурного наследия Свердловской области № 363 от 25.10.2017 здание вошло в Перечень выявленных объектов культурного наследия, расположенных на территории Свердловской области.

## Описание
Деревянный одноэтажный дом имеет компактный объём и прямоугольную конфигурацию плана. Бревенчатый деревянный сруб сложен «в лапу» и поставлен на каменный фундамент (кирпичный). Композиция главного фасада (западного) имеет трёхчастную схему членения. Боковые части конструктивно выявлены выпусками бревен, положение которых соответствует поперечно несущим стенам сруба, трактованным как лопатки. Северным фасадом дом обращён на улицу Бахчиванджи. Со стороны этого фасада сейчас располагается вход, представляющий собой пристрой с крыльцом из восьми ступеней.
Окна декорированы наличниками с пропильной резьбой. Крыша, часть восточного фасада, декоративные элементы верхней части дома были утрачены вследствие пожара.
В интерьерах сохранились исторические лепные тяги, двери с филёнками, печи с изразцами.

## Достопримечательность Билимбая
Дом построен в стиле эклектики. Изображение «Дома управляющего Н. А. Тунёва» связано с историей посёлка Билимбай.

## Музей истории посёлка
В скором времени планируется создать в «Доме управляющего Н. А. Тунёва» музей истории посёлка, который в настоящий момент ютится в школе № 23, и открыть центр народных промыслов по созданию Билимбаевской глиняной игрушки.